# Міжнародний дегустаційний конкурс ігристих вин імені Л.С. Голіцина
Міжнародний дегустаційний конкурс ігристих вин імені Л.С. Голіцина - міжнародний конкурс, який проводиться щоосені у домі шампанських вин "Новий Світ", починаючи з 2008 року. Названий на честь Льва Голіцина - засновника дому шампанських вин.
Конкурс засновано у 130-ту річницю заводу шампанських вин. Це перший і наразі єдиний спеціалізований конкурс ігристих вин в Україні.
У 2009 році у конкурсі змагалося 30 підприємств з 15 країн: України, Польщі, Чехії, Словаччини, Румунії, Росії, Білорусі, Латвії, Молдови, Грузії, Франції, Іспанії, Італії, Німеччини, Угорщини. Загалом виробники надали 79 зразків ігристих вин.
Конкурс проходить відповідно до правил Міжнародної організації винограду та вина (МОВВ) за участі спостерігача від цієї організації. Членами журі є незалежні експерти з різних країн.
Шампанське та ігристі вина оцінюються у 15 номінаціях, 8 з яких - з пляшкової технології, 7 – з акратофорної. Дегустація зразків шампанського відбувається «всліпу».
Міжнародний дегустаційний конкурс ігристих вин імені Л.С. Голіцина проводиться за 100-бальною системою оцінювання, з усіх зразків медалями нагороджується не більше 30%. Вино, яке набирає більше 92 балів отримує головний приз конкурсу - велику золоту медаль, решта – золоті та срібні медалі, бронзових медалей немає. 
У 2009 році головний приз завойований не був. 2008-го його отримало шампанське колекційне «Новий Світ Піно Нуар» брют.
У 2009 році в рамках конкурсу відбувся перший ярмарок шампанських виноматеріалів. У заході взяли участь 13 провідних підприємств первинного виноробства з Криму, Херсонської та Одеської областей.